# Anhaltsko-bernburské knížectví
Anhaltsko-bernburské knížectví (německy Fürstentum Anhalt-Bernburg), od roku 1803 vévodství, byl stát Svaté říše římské a později Rýnského a Německého spolku v oblasti současné spolková země Sasko-Anhaltsko. Vládla zde dynastie Askánců z rezidenčního sídla ve městě Bernburg. Anhaltsko-Bernbursko a spolu s ním další státy vznikly v důsledku rozpadu Anhaltského knížectví v roce 1252. Fragmentací centrálního knížectví došlo k osamostatnění jeho jednotlivých částí, ale nikoli jeho zánikem, takže příslušnost k němu se stala formální. V průběhu 17. století se Anhaltsko rozpadlo podruhé na další drobná knížectví.

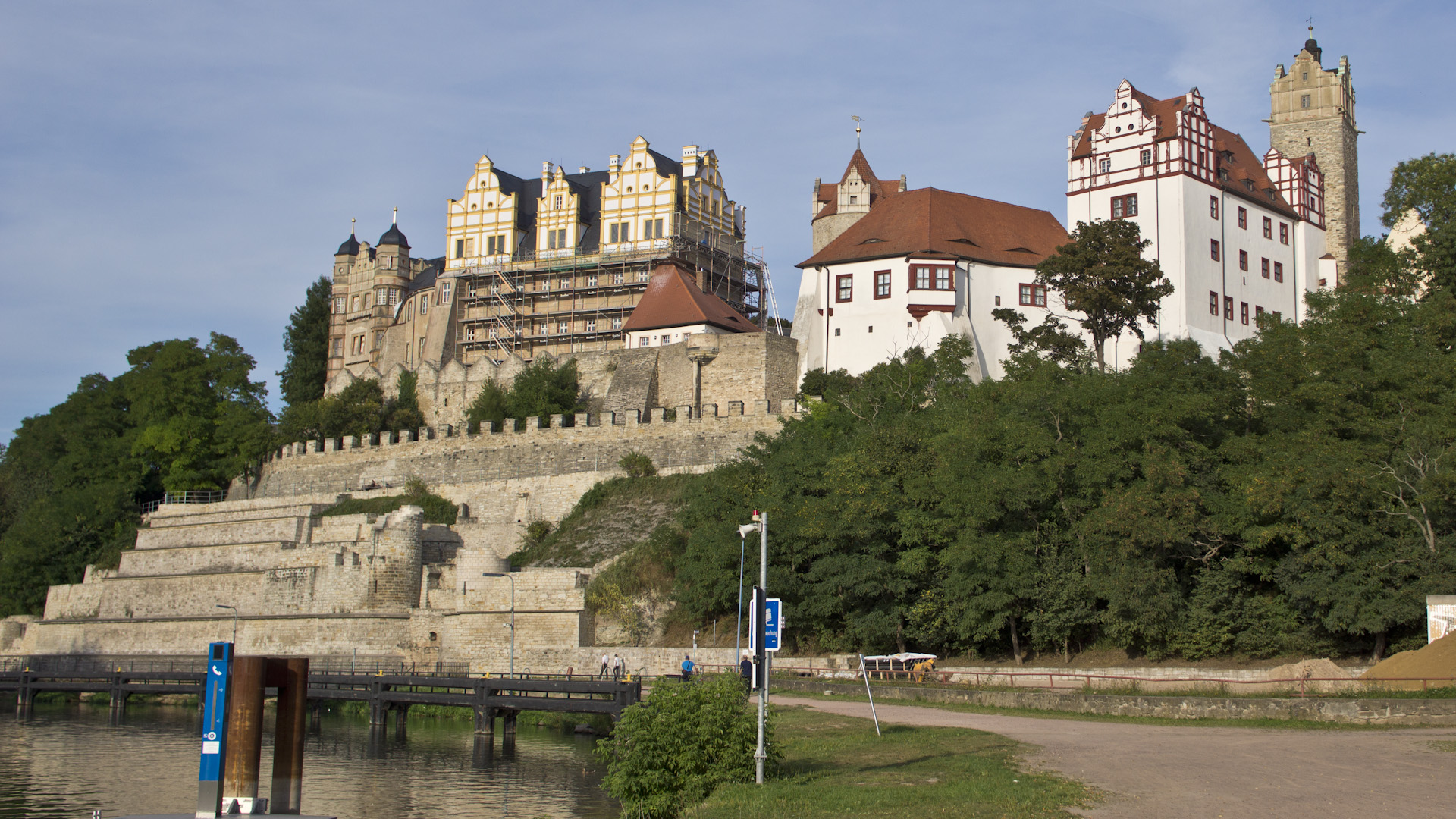
Bernburský zámek

V roce 1803 se toto formální knížectví stalo minulostí, když Anhaltsko-Bernbursko spolu s Anhaltsko-Desavskem a Anhalt-Köthenskem byly povýšeny na vévodství francouzským císařem Napoleonem. V roce 1863 se staly součástí Anhaltského vévodství a tím jako samostatné celky zanikly.